# Эдемиссен
Эдемиссен (нем. Edemissen) — община в Германии, в земле Нижняя Саксония.
Входит в состав района Пайне. Население составляет 12 334 человека (на 31 декабря 2010 года). Занимает площадь 103,79 км².
Коммуна подразделяется на 14 сельских округов.
| Год  | Население |
| ---- | --------- |
| 1990 | 10 500    |
| 1995 | 11 346    |
| 2000 | 12 269    |
| 2005 | 12 672    |
| 2010 | 12 395    |